# ديف بيركهولدر
ديف بيركهولدر هو لاعب هوكي الجليد كندي، ولد في 1962 في ويلاند في كندا.

## وصلات خارجية
- ديف بيركهولدر على موقع EliteProspects.com (الإنجليزية)
- ديف بيركهولدر على موقع HockeyDB.com (الإنجليزية)